# Coupe du monde de combiné nordique 2022-2023
Navigation
2021-2022 2023-2024
La Coupe du monde de combiné nordique 2022-2023 est la 40e édition masculine de la Coupe du monde de combiné nordique, mais aussi la troisième édition féminine de cette compétition de combiné nordique organisée annuellement.
Elle se déroule, pour les hommes, du 25 novembre 2022 au 26 mars 2023 en onze étapes se déroulant dans six pays, et chez les femmes du 2 décembre 2022 au 11 mars 2023, en six étapes coïncidant avec des étapes de la Coupe masculine.
Ces deux compétitions ont une course en commun : l'épreuve mixte par équipes organisée le 6 janvier 2023 à Otepää, en Estonie. Et les athlètes des deux sexes disputeront deux mass starts, format de course devenu assez rare.
La compétition marque une pause fin février, pour laisser place aux Championnats du monde, qui se déroulent à Planica, en Slovénie.
En raison de l'Invasion de l'Ukraine par la Russie en 2022, les athlètes russes et biélorusses sont interdits de compétition pour toute la saison.
Chez les femmes, Gyda Westvold Hansen domine toutes les courses de la saison ainsi que le classement général de la compétition. Chez les hommes, Johannes Lamparter remporte pour la première fois le classement général de la compétition. Il profite en partie de l'absence de son rival Jarl Magnus Riiber sur plusieurs courses pour l'emporter.

## Organisation de la compétition

### Programme et sites de compétition

#### Femmes
La totalité des sites de compétitions se trouve en Europe :
- Norvège (Lillehammer et Oslo) ;
- Estonie (Otepää) ;
- Autriche (Ramsau am Dachstein) ;
- Italie (Val di Fiemme) ;
- Allemagne (Schonach).

Il y a 12 courses au programme de cette Coupe du monde.

#### Hommes
La totalité des sites de compétition se trouve en Europe :
- Allemagne ; trois sites (Klingenthal, Oberstdorf et Schonach) ;
- Finlande : deux sites (Ruka et Lahti) ;
- Norvège : deux sites (Lillehammer et Oslo) ;
- Autriche : deux sites (Ramsau et Seefeld) ;
- Estonie : un site (Otepää) ;
- France : un site (Chaux-Neuve).

Il y a 25 courses au programme de cette Coupe du monde.

### Format des épreuves

#### Individuel
Les athlètes exécutent premièrement un saut sur un tremplin suivi d’une course de ski de fond de 5 km, 10 km ou 15 km,. À la suite du saut, des points sont attribués pour la longueur et le style. Le départ de la course de ski de fond s'effectue selon la méthode Gundersen, le coureur occupant la première place du classement de saut s’élance en premier, et les autres s’élancent ensuite dans l’ordre fixé. Le premier skieur à franchir la ligne d’arrivée remporte l’épreuve,.
Les trente premiers athlètes à l'arrivée marquent des points suivants la répartition suivante :
| Place | Points | Place | Points | Place | Points |
| ----- | ------ | ----- | ------ | ----- | ------ |
| 1er   | 100    | 11e   | 24     | 21e   | 10     |
| 2e    | 80     | 12e   | 22     | 22e   | 9      |
| 3e    | 60     | 13e   | 20     | 23e   | 8      |
| 4e    | 50     | 14e   | 18     | 24e   | 7      |
| 5e    | 45     | 15e   | 16     | 25e   | 6      |
| 6e    | 40     | 16e   | 15     | 26e   | 5      |
| 7e    | 36     | 17e   | 14     | 27e   | 4      |
| 8e    | 32     | 18e   | 13     | 28e   | 3      |
| 9e    | 29     | 19e   | 12     | 29e   | 2      |
| 10e   | 26     | 20e   | 11     | 30e   | 1      |

#### Mass-start
Les compétiteurs disputent une course de fond en partant tous en même temps. Les temps à l'arrivée sont convertis en points ; à ces premiers viendront s'additionner ceux acquis lors de l'épreuve de saut, qui se déroule dans un deuxième temps. L'athlète ayant le plus de points gagne l'épreuve.
Comme pour les épreuves Gundersen, les trente premiers athlètes à l'arrivée marquent des points suivants selon la même répartition.

#### Épreuve par équipes
Chaque équipe comprend quatre coureurs qui effectuent individuellement un saut sur le tremplin. On additionne ensuite les résultats de chaque membre de l’équipe. L’équipe qui obtient le pointage total le plus élevé sera la première équipe à partir dans la partie du ski de fond qui consiste en un relais 4 × 5 kilomètres. Comme dans les épreuves individuelles, on détermine les temps de départ dans un ordre fixé selon le tableau de Gundersen. L’équipe dont le premier skieur franchit la ligne d’arrivée remporte l’épreuve,.
Les nations ne peuvent engager qu'une équipe pour cette épreuve. Les huit premières équipes à l'arrivée marquent des points suivants la répartition suivante:
| Place  | 1er | 2e  | 3e  | 4e  | 5e  | 6e  | 7e  | 8e |
| ------ | --- | --- | --- | --- | --- | --- | --- | -- |
| Points | 400 | 350 | 300 | 250 | 200 | 150 | 100 | 50 |

#### Sprint par équipes
Cette épreuve est composée par équipe de deux. Les deux athlètes effectuent un saut chacun et des points sont attribués pour la longueur et le style. Le départ de la course de fond s'effectue selon la cotation suivante (1 point = 2 secondes). Un des athlètes occupant la première place du classement de saut s’élance en premier, et les autres s’élancent ensuite dans l’ordre fixé. La course de fond de 2 × 7,5 kilomètres avec changement d’athlète tous les 1,5 kilomètre. Le premier athlète à franchir la ligne d’arrivée permet à son équipe de remporter l’épreuve.
Les nations ne peuvent engager plus de deux équipes pour cette épreuve. Les huit premières équipes à l'arrivée marquent des points suivants la répartition suivante:
| Place  | 1er | 2e  | 3e  | 4e  | 5e  | 6e | 7e | 8e |
| ------ | --- | --- | --- | --- | --- | -- | -- | -- |
| Points | 200 | 175 | 150 | 125 | 100 | 75 | 50 | 25 |

#### Les Trois Jours du combiné nordique
Il s'agit d'un « temps fort » de la saison avec un règlement spécifique. La compétition se déroule sur trois jours consécutifs avec une course par jour. Les résultats se reportent de jour en jour : quatre secondes de retard sur le vainqueur du jour valent une pénalité d'un point lors du concours de saut du lendemain. Le vainqueur des Trois Jours est l'athlète qui passe la ligne en premier lors de la troisième course. Lors du premier jour, tous les athlètes peuvent participer à la course qui est composé d'un saut et de 7,5 kilomètres en ski de fond. Le deuxième jour, les cinquante premiers athlètes de la première course peuvent concourir à l'épreuve qui est composée d'un saut et de 10 kilomètres en ski de fond. Lors du dernier jour, les trente meilleurs athlètes de la veille participent à la course qui est composée de deux sauts et de 12,5 kilomètres en ski de fond.
Lors des Trois Jours du combiné nordique, le système de points est différent des autres courses de la saison, la répartition est de la façon suivante :
| Place | Jour 1 et jour 2 | Jour 3 | Place | Jour 1 et jour 2 | Jour 3 | Place | Jour 1 et jour 2 | Jour 3 |
| ----- | ---------------- | ------ | ----- | ---------------- | ------ | ----- | ---------------- | ------ |
| 1er   | 50               | 200    | 11e   | 12               | 48     | 21e   | 5                | 20     |
| 2e    | 40               | 160    | 12e   | 11               | 44     | 22e   | 5                | 18     |
| 3e    | 30               | 120    | 13e   | 10               | 40     | 23e   | 4                | 16     |
| 4e    | 25               | 100    | 14e   | 9                | 36     | 24e   | 4                | 14     |
| 5e    | 23               | 90     | 15e   | 8                | 32     | 25e   | 3                | 12     |
| 6e    | 20               | 80     | 16e   | 8                | 30     | 26e   | 3                | 10     |
| 7e    | 18               | 72     | 17e   | 7                | 29     | 27e   | 2                | 8      |
| 8e    | 16               | 64     | 18e   | 7                | 26     | 28e   | 2                | 6      |
| 9e    | 15               | 58     | 19e   | 6                | 24     | 29e   | 1                | 4      |
| 10e   | 13               | 52     | 20e   | 6                | 22     | 30e   | 1                | 2      |

### Dotation financière

#### Pour la compétition masculine
Pour les hommes, les sommes suivantes sont versées aux athlètes après chaque course,,:
| Place                                           | 1re    | 2e     | 3e    | 4e    | 5e    | 6e    | 7e    | 8e    | 9e    | 10e   | 11e   | 12e   | 13e   | 14e   | 15e   | 16e   | 17e   | 18e   | 19e   | 20e   |
| ----------------------------------------------- | ------ | ------ | ----- | ----- | ----- | ----- | ----- | ----- | ----- | ----- | ----- | ----- | ----- | ----- | ----- | ----- | ----- | ----- | ----- | ----- |
| Épreuve individuelle                            | 8 000  | 6 000  | 4 000 | 2 500 | 2 000 | 1 500 | 1 300 | 1 100 | 920   | 800   | 700   | 650   | 600   | 550   | 510   | 460   | 430   | 400   | 380   | 350   |
| Épreuve par équipes                             | 16 000 | 10 000 | 4 000 |       |       |       |       |       |       |       |       |       |       |       |       |       |       |       |       |       |
| Sprint par équipes                              | 12 000 | 8 000  | 4 000 | 3 000 | 2 000 | 1 000 |       |       |       |       |       |       |       |       |       |       |       |       |       |       |
| Jour 1, 2 et 3 du « Ruka Tour »                 | 5 000  | 3 000  | 2 000 |       |       |       |       |       |       |       |       |       |       |       |       |       |       |       |       |       |
| Classement général du « Ruka Tour »             | 15 000 | 10 000 | 7 500 | 3 750 | 3 250 | 3 071 | 2 887 | 2 714 | 2 550 | 2 398 | 2 255 | 2 120 | 1 995 | 1 875 | 1 760 | 1 655 | 1 570 | 1 470 | 1 380 | 1 300 |
| Jour 1 et 2 des Trois Jours du combiné nordique | 4 000  | 3 000  | 2 000 | 1 250 | 1 000 | 750   | 650   | 550   | 460   | 400   | 350   | 325   | 300   | 275   | 255   | 230   | 215   | 200   | 190   | 175   |
| Jour 3 des Trois Jours du combiné nordique      | 16 000 | 12 000 | 8 000 | 5 000 | 4 000 | 3 000 | 2 600 | 2 200 | 1 840 | 1 600 | 1 400 | 1 300 | 1 200 | 1 100 | 1 020 | 920   | 860   | 800   | 760   | 700   |

Il y a 7 000 CHF pour le meilleur fondeur et la même somme pour le meilleur sauteur. La répartition de la dotation pour le classement général de la compétition est la suivante:
| Place              | 1er    | 2e    | 3e    | 4e    | 5e    | 6e    |
| ------------------ | ------ | ----- | ----- | ----- | ----- | ----- |
| Classement général | 12 160 | 8 000 | 4 800 | 3 200 | 2 240 | 1 600 |

#### Pour la compétition féminine
Les sommes suivantes sont versées aux athlètes féminines après chaque course :
| Place                     | 1re    | 2e     | 3e    | 4e    | 5e    | 6e    | 7e  | 8e  | 9e  | 10e | 11e | 12e | 13e | 14e | 15e |
| ------------------------- | ------ | ------ | ----- | ----- | ----- | ----- | --- | --- | --- | --- | --- | --- | --- | --- | --- |
| Épreuve individuelle      | 4 000  | 2 500  | 1 250 | 800   | 700   | 600   | 550 | 500 | 450 | 400 | 350 | 300 | 250 | 200 | 150 |
| Épreuve par équipes mixte | 16 000 | 10 000 | 4 000 |       |       |       |     |     |     |     |     |     |     |     |     |
| Sprint par équipes        | 5 000  | 3 000  | 2 000 | 1 000 | 1 000 | 1 000 |     |     |     |     |     |     |     |     |     |

Il y a 1 000 CHF pour la meilleure fondeuse et la même somme pour la meilleure sauteuse. La répartition de la dotation pour le classement général de la compétition est la suivante:
| Place              | 1er   | 2e    | 3e    |
| ------------------ | ----- | ----- | ----- |
| Classement général | 3 000 | 1 800 | 1 200 |

## Compétition

### Avant-saison

#### Athlètes qualifiés
Le nombre de participants autorisés par nations est calculé après chaque période (la saison est divisée en quatre périodes) en fonction :
- du FIS World Ranking qui est un indicateur qui prend notamment en compte le classement général de la compétition
- le classement de la coupe continentale

Le quota maximal est de 11 athlètes.
Sont sélectionnables :
- les athlètes nés avant l'an 2007 ;
- les athlètes ayant inscrits des points en coupe du monde ;
- les athlètes ayant inscrits des points en coupe continentale lors de la saison en cours ou lors de la saison précédente ;
- les médaillés dans les épreuves individuelles des précédents Championnats du monde junior. Ils ne se sont sélectionnables que jusqu'au début des Championnats du monde junior.

#### Athlètes participants et favoris
En raison de l'Invasion de l'Ukraine par la Russie en 2022, les athlètes russes et biélorusses sont interdits de compétition pour toute la saison.
Une semaine avant les premières courses de la coupe du monde, certains athlètes participent à des compétitions en guise de préparation. Les Français, les Autrichiens, les Japonais et les Finlandais participent à une épreuve de la Coupe de Finlande à Rovaniemi. Les Autrichiens réalisent un triplé sur cette course avec la victoire de Stefan Rettenegger, devant Johannes Lamparter et Franz-Josef Rehrl. Les Norvégiens participent quant à eux à une épreuve de la Coupe de Norvège. Jarl Magnus Riiber et Gyda Westvold Hansen remporte les quatre courses au programme.
Pour le classement général masculin, Jarl Magnus Riiber est considéré comme le favori. Johannes Lamparter a connu un été compliqué avec des petits problèmes de santé. Son objectif principal est le championnat du monde où il est l'un des tenants du titre. Il espère également brillé en coupe du monde en particulier sur les courses autrichiennes et en deuxième partie de saison. Il démarre la saison à Ruka dans une forme qui est « bonne mais pas optimale ».
Chez les femmes, Gyda Westvold Hansen est la grande favorite du classement général de la compétition. Ida Marie Hagen, Ema Volavšek (de) et Nathalie Armbruster sont considérés comme des rivales potentielles.

### Déroulement de la compétition

#### Ruka
Les compétitions masculines débutent à nouveau à Ruka. Les températures sont comprises entre −10 °C et −20 °C.
Le concours de saut de la première course est dominé par le Japonais Ryota Yamamoto. Il saute à 143,5 m ce qui lui permet de disposer de 8 s d'avance sur l'Allemand Julian Schmid qui a sauté un mètre moins loin que le Japonais. Derrière, les écarts sont importants. Mario Seidl est à 44 s, Jens Lurås Oftebro à 45 s, Eric Frenzel à 52 s et Kristjan Ilves à 59 s. Plusieurs favoris ont déçu : Johannes Lamparter est quatorzième à 1 min 47 s, Jarl Magnus Riiber est dix-huitième à 2 min 9 s en raison d'un saut difficile et une réception manquée, et Ilkka Herola est trente-septième à près de 4 minutes. Lors de la course de ski de fond, Julian Schmid rattrape rapidement Ryota Yamamoto et les deux athlètes skient ensemble jusqu'à l'arrivée,. L'Allemand prend le meilleur sur le Japonais dans la dernière montée et il remporte sa première course en Coupe du monde. Derrière, Jens Lurås Oftebro fait la course de ski de fond seul et il comble progressivement une partie de l'écart sur les leaders. Finalement, il termine troisième à une dizaine de secondes du vainqueur. Les Allemands Johannes Rydzek et Eric Frenzel terminent quatrième et cinquième à une quarantaine de secondes. Johannes Lamparter et Jarl Magnus Riiber terminent respectivement treizième et quatorzième. Le Norvégien réalise le meilleur temps de ski du jour.
Le lendemain, c'est à nouveau le Japonais Ryota Yamamoto qui domine le concours de saut avec un saut à 141 m. Il devance de 31 s le jeune Autrichien Stefan Rettenegger qui a sauté un mètre moins loin,. Jarl Magnus Riiber est troisième à 42 s grâce à un saut à 136 m. Il devance Laurent Muhlethaler et un groupe de quelques athlètes notamment composé du vainqueur de la veille, Julian Schmid ainsi que Jens Lurås Oftebro ou encore Mario Seidl. Dans la course de ski de fond, Jarl Magnus Riiber reprend Stefan Rettenegger en début de course puis le duo rattrape Ryota Yamamoto vers le quatrième kilomètre de la course. Derrière, le groupe de poursuivants est emmené par Jens Lurås Oftebro, Julian Schmid, Laurent Muhlethaler et Mattéo Baud. Dans le dernier tour, Jarl Magnus Riiber lâche Stefan Rettenegger et Ryota Yamamoto et l'emporte en solitaire. Riiber remporte sa 50e victoire en coupe du monde. Derrière, Ryota Yamamoto et Stefan Rettenegger sont rattrapés par Julian Schmid et par Jens Lurås Oftebro. Finalement, l'Allemand prend le meilleur sur Jens Lurås Oftebro pour la deuxième place.
Une course avec un départ en ligne (mass-start) est programmée le troisième jour. La course de ski de fond qui est disputée en premier ne fait finalement que très peu d'écart. En effet, quelques athlètes dont Einar Lurås Oftebro ou encore l’Allemand Vinzenz Geiger mais ils n'ont jamais pu creuser l'écart. Dans la dernière montée, Jarl Magnus Riiber et Jens Lurås Oftebro attaquent et ils terminent aux deux premières places de la course de ski de fond. Derrière, les écarts sont très faibles avec 21 athlètes à moins de 10 s de la tête. Lors du concours de saut, Mario Seidl loin après la course de fond, saute à 147 m ce qui lui de mener longtemps le concours de saut et de remonter au classement. Mattéo Baud, 18e lors de la course de ski de fond, saute à 145 m ce qui lui permet de prendre la tête du concours. Ryota Yamamoto qui était mieux classé que le Français après la course de ski de fond saute à 140,5 m et il échoue à quelques points du Français. Finalement, seul le Norvégien Jarl Magnus Riiber, en tête après le ski de fond parvient grâce à un saut à 145 m à prendre le meilleur sur le Français. Le Norvégien l'emporte devant Mattéo Baud et Ryota Yamamoto. Il s'agit du premier podium individuel d'un athlète français depuis la troisième place de François Braud le 19 mars 2017 à Schonach,. Julian Schmid prend la quatrième place de la course ce qui lui permet de remporter le classement du Ruka Tour.

#### Lillehammer
Le week-end de compétition débute par une course féminine. Le concours de saut est dominé par Gyda Westvold Hansen grâce à un saut à 101 m. Elle bénéficie de points supplémentaires pour avoir sauté avoir moins d'élan que les autres concurrentes mais la Norvégienne est pénalisée par des notes de styles assez basses en raison de la réception de son saut. Elle devance de 12 s l'Italienne Annika Sieff qui a sauté à 96,5 m. Derrière, les écarts sont importants avec les autres concurrentes. Lisa Hirner et Nathalie Armbruster sont à plus d'une minute. Derrière, Jenny Nowak, Annalena Slamik, Yuna Kasai et Svenja Würth sont à plus d'une minute et 30 s. Lors de la course de ski de fond, Gyda Westvold Hansen fait la course seule en tête et elle s'impose largement devant Annika Sieff. La bataille pour la troisième marche du podium est plus serrée avec Nathalie Armbruster prend le dessus sur Lisa Hirner en fin de course. Il s'agit du premier podium en coupe du monde d'une coureuse du combiné allemande.
Le lendemain, Gyda Westvold Hansen domine à nouveau le concours de saut. Malgré un élan moindre, elle saute à 98 m ce qui lui octroie près d'une minute sur ses poursuivantes. Annika Sieff est en effet à 57 s juste une seconde devant Lisa Hirner qui a sauté à 95,5 m. Nathalie Armbruster est quatrième mais à plus d'une minute et 15 s. Lors de la course de ski de fond, Gyda Westvold Hansen fait la course seule en tête et l'emporte. Derrière, Annika Sieff et Lisa Hirner skient ensemble jusqu'au retour en fin de course de Nathalie Armbruster et de Ida Marie Hagen qui était partie en septième position. Annika Sieff ne peut pas suivre et Ida Marie Hagen prend la deuxième place au sprint devant Lisa Hirner et Nathalie Armbruster.
Chez les hommes, c'est Jens Lurås Oftebro qui domine le concours de saut avec un saut à 99 m. Il devance de 3 s Ryota Yamamoto qui a sauté à la même distance mais qui a obtenu de moins bonnes notes de style. Mario Seidl est troisième à 8 s du leader. Jarl Magnus Riiber est quatrième à 22 s et le leader du classement général Julian Schmid est sixième à 35 s,. Dans la course de ski de fond, Jens Lurås Oftebro a réussi à résister et l'emporte en solitaire. Derrière, Jarl Magnus Riiber a repris Mario Seidl puis Ryota Yamamoto mais il n'a pas réussi à revenir sur Jens Lurås Oftebro. Enfin, pour la troisième marche du podium, un groupe de treize poursuivants notamment composé de Vinzenz Geiger, Joergen Graabak, Eero Hirvonen ou encore Mattéo Baud revient dans le dernier tour sur Mario Seidl et Ryota Yamamoto,. Vinzenz Geiger domine le sprint de ce groupe et prend la troisième place sur le podium. Jarl Magnus Riiber prend le dossard jaune de leader du classement général de la coupe du monde.
Le troisième jour, une seule épreuve masculine est programmée sur le grand tremplin. Jarl Magnus Riiber domine le concours de saut avec un saut de 140 m réalisé avec un élan plus faible que les autres concurrents,. Mario Seidl saute à 139 m ce qui lui permet d'être deuxième à 16 s. Le vainqueur de la veille, Jens Lurås Oftebro, est troisième à 28 s. Franz-Josef Rehrl est quatrième grâce au plus long saut du jour à 141,5 m. Cependant, il est à près d'une minute du leader notamment en raison d'un élan plus important que le Norvégien. Il est suivi par les deux Français Mattéo Baud et Laurent Muhlethaler. Lors de la course de ski de fond, Jarl Magnus Riber fait la course seul en tête et l'emporte facilement. Derrière, Jens Lurås Oftebro rattrape rapidement Mario Seidl et les deux athlètes font la course ensemble jusqu'au début du dernier tour. À ce moment, Jens Lurås Oftebro lâche l'Autrichien et il parvient à prendre la deuxième place. Derrière, un quintet allemand se forme et ils rattrapent progressivement d'autres athlètes. Dans le final, Mario Seidl est rattrapé par le groupe de poursuivants notamment composé d'athlètes allemands et français. Finalement, c'est Vinzenz Geiger qui règle le sprint du groupe de poursuivants et qui prend la troisième place devant Johannes Rydzek et Mario Seidl.

#### Ramsau
Les compétitions de Ramsau rassemble 53 athlètes masculins et 28 athlètes féminins. Les compétitions ont lieu le vendredi et le samedi et non le samedi et le dimanche en raison de la finale de la Coupe du monde de football 2022.
Gyda Westvold Hansen domine le concours de saut à ski de la première course féminine. Elle saute à 95 m ce qui lui permet de totaliser 128,4 points. Elle devance de 42 s d’avance sur Lisa Hirner qui saute à 93 mètres et Nathalie Armbruster qui saute à la même distance et qui est deux secondes derrière l'Autrichienne. Lors de la course de ski de fond, Gyda Westvold Hansen fait la course seule en tête et l'emporte. Derrière, Lisa Hirner et Nathalie Armbruster font la course ensemble et elles parviennent à résister au retour d'Ida Marie Hagen. Cette dernière est partie en dixième position à plus d'une minute trente de la tête mais elle est revenue à quelques secondes des deux athlètes grâce au meilleur temps de ski. Finalement, Lisa Hirner prend le meilleur au sprint sur Nathalie Armbruster et elle prend la deuxième place. Ida Marie Hagen finit en quatrième place. Chez les hommes, Jarl Magnus Riiber domine le concours de saut avec un saut à 98,5 m. Ce saut lui permet de disposer de 136,9 points et de 28 s d'avance sur Ryota Yamamoto. Franz-Josef Rehrl est troisième du concours avec un saut à 93,5 m mais à 51 s. De nombreux athlètes sont situés entre une minute et une minute trente et une bataille pour le podium est annoncée,. Jarl Magnus Riiber fait la course en tête et l'emporte. Par contre, la course pour le podium est comme prévu beaucoup plus serrée. Dès le début de la course de fond, Johannes Lamparter emmène un groupe de cinq skieurs composé de lui-même, Vinzenz Geiger, Jens Lurås Oftebro, Ilkka Herola et Julian Schmid. Ce groupe skie vite afin d'éviter un retour d'un groupe de poursuivants et il reprend rapidement Franz-Josef Rehrl puis Ryota Yamamoto. Ilkka Herola et Julian Schmid n'arrivent pas à suivre le rythme et sont lâchés en deuxième partie de la course. Les trois athlètes restants n'arrivent pas à revenir sur Jarl Magnus Riiber mais ils se jouent la deuxième place. Jens Lurås Oftebro attaque en fin de course et il prend le meilleur sur Vinzenz Geiger et sur Johannes Lamparter. Jørgen Graabak qui a chassé toute la course le groupe de poursuivants prend finalement la cinquième place.
Le lendemain, Gyda Westvold Hansen domine à nouveau le concours de saut à ski. Elle saute à 91,5 m avec un élan plus court de trois plateformes. Elle devance d'une trentaine de secondes l'Italienne Annika Sieff qui a sauté à 93 m. Nathalie Armbruster qui a sauté à la même distance que l'Italienne est à trois secondes de cette dernière. Lors de la course de ski de fond, Gyda Westvold Hansen creuse l'écart sur le duo de poursuivantes et l'emporte largement. Annika Sieff et Nathalie Armbruster font la course ensemble et elles parviennent à rester sur le podium. L'Italienne prend sur le meilleur sur l'Allemande lors du sprint final. Derrière, Lisa Hirner et Léna Brocard ont également fait la course ensemble mais elles n'ont jamais pu combler le retard sur le duo qui les précédaient. Chez les hommes, Jarl Magnus Riiber saute à 97 m ce qui lui permet de disposer de 11 s  d'avance sur Ryota Yamamoto. Franz-Josef Rehrl est troisième avec le plus long saut du jour à 98 m à 39 s du leader,. Derrière l'Autrichien, les écarts sont faibles avec onze athlètes dont Jens Lurås Oftebro, Jørgen Graabak ou Johannes Lamparter à moins d'une minute du leader. Lors de la course de ski de fond, Vinzenz Geiger remonte progressivement et un important groupe se forme avec de nombreux skieurs rapides. Ce groupe revient très rapidement sur Franz-Josef Rehrl puis Ryota Yamamoto. Dans le troisième tour, Vinzenz Geiger, Johannes Lamparter, Jørgen Graabak et Jens Lurås Oftebro reviennent sur Jarl Magnus Riiber. Dans le dernier tour, Vinzenz Geiger attaque plusieurs fois et il lâche les autres concurrents et il remporte sa dixième victoire en coupe du monde. Pour la deuxième place, Johannes Lamparter domine au sprint Jarl Magnus Riiber.

#### Otepää
Jarl Magnus Riiber, malade, doit déclaré forfait pour le week-end de compétition. De même, les Allemands Vinzenz Geiger et Johannes Rydzek sont également forfaits. Chez les Autrichiens, quatre athlètes sont absents : Mario Seidl, Martin Fritz, Stefan Rettenegger et Christian Deuschl (de). Chez les femmes, Annika Sieff est malade mais elle participe à la deuxième épreuve individuelle.
L'entraîneur national de l'Allemagne, Hermann Weinbuch, annonce viser la victoire et il engage la meilleure équipe possible selon lui dans la compétition par équipes mixtes. La France ne participe pas à la compétition. L'Allemagne domine le concours de saut. L'équipe composée de Manuel Faisst, Jenny Nowak, Nathalie Armbruster et de Julian Schmid obtient finalement 463,7 points. Le concours de saut est divisé en quatre groupes de neuf athlètes. Le premier groupe des femmes est dominé par Jenny Nowak avec un saut à 93 m. Le premier groupe des hommes est dominé par Ilkka Herola devant Jørgen Graabak et Manuel Faisst. Julian Schmid saute à 95,5 m et il remporte le deuxième groupe des hommes. Enfin, Gyda Westvold Hansen domine le dernier groupe de concurrentes. À noter que Ida Marie Hagen a rencontré un problème avec sa combinaison et elle s'est élancée un peu plus tard que prévu. Cela n'a eu aucune conséquence sur le résultat du concours. L'Allemagne devance de 6 s la Norvège et de 13 s l'Autriche. Lors de la course de ski de fond, Jens Lurås Oftebro revient sur Manuel Faisst et les deux équipes skient ensemble les 5 km. Franz-Josef Rehrl a essayé de revenir sur le duo mais n'a pas réussi. Lors du deuxième relais, Ida Marie Hagen lâche Nathalie Armbruster et la Norvège accentue son avance dans les deux derniers relais. Finalement la Norvège remporte le relais devant l'Allemagne à 18 s et l'Autriche à plus d'une minute et 30 s. La Finlande prend la quatrième place au sprint devant le Japon et l'Italie.
Le lendemain, des mass start sont programmés. Chez les femmes, la course de ski de fond est rapidement menée par un groupe de cinq athlètes composé de Ida Marie Hagen, de Gyda Westvold Hansen, de Nathalie Armbruster, de Lisa Hirner et Ema Volavsek (de). Durant le dernier tour, les deux Norvégiennes s'échappent et Gyda Westvold Hansen domine au sprint Ida Marie Hagen. À plus de 10 s, Ema Volavsek prend la troisième place devant Nathalie Armbruster et Lisa Hirner. Cependant, en raison d'un vent violent, le concours de saut ne peut avoir lieu. Dans une mass start, le règlement n'autorise pas à utiliser le saut de réserve et la course est finalement annulée. Chez les hommes, la course de ski de fond est très serrée. Dans un premier temps, une sélection par l'arrière a lieu. Après 7,5 km, il reste encore 14 athlètes en tête de la course. Dans la dernière montée, les frères Oftebro se détachent et Jens Lurås Oftebro l'emporte devant Einar Lurås Oftebro. Johannes Lamparter prend la troisième place devant Fabian Riessle qui signe sa meilleure performance de la saison. Les Italiens, Alessandro Pittin et Raffaele Buzzi prennent la cinquième et la sixième place. Lors du concours de saut, les conditions de vent sont meilleures que pour les femmes et le concours peut avoir lieu. Les écarts de points sont faibles ce qui permet la remontée de plusieurs athlètes. Thomas Rettenegger (de), 23e après le ski de fond, saute à 96,5 m et il prend la tête provisoire. Trois sauteurs plus tard, c'est Ilkka Herola grâce à de bonnes conditions, qui prend la tête avec un saut à 98,5 m. Derrière de nombreux athlètes échouent à battre le total de points du Finlandais. Finalement, c'est Johannes Lamparter qui est le premier à devancer le Finlandais grâce à un saut 99,5 m. Les deux frères Oftebro manquent leur saut et Einar Lurås finit 31e et Jens Lurås 11e. Finalement Johannes Lamparter l'emporte devant Ilkka Herola et Thomas Rettenegger. Il s'agit du premier podium en coupe du monde de ce dernier.
Le 8 janvier deux Gundersen ont lieu. Chez les femmes, le concours de saut a lieu dans des conditions difficiles. Annika Sieff qui était malade les jours précédents domine le concours de saut grâce à un saut à 98 m. Elle devance de 12 s Gyda Westvold Hansen qui a sauté à 91,5 m avec moins d'élan et des conditions de vents moins bonne que l'Italienne. La Norvégienne est à égalité avec Jenny Nowak qui a réalisé le plus long saut du concours à 100 m mais sans Télémark (de). Nathalie Armbruster et Lisa Hirner sont en embuscade et sept athlètes sont au moins d'une minute de la tête,. Lors de la course de ski de fond, Gyda Wesvold Hansen et Jenny Nowak rejoignent rapidement Annika Sieff. Ensuite, Gyda Westvold Hansen lâche les deux autres concurrentes et elle s'impose en solitaire. Derrière, Nathalie Armbruster et Lisa Hirner rejoignent Jenny Nowak et Annika Sieff. Dans le dernier tour, Annika Sieff ne peut pas suivre les autres concurrentes. Finalement, Nathalie Armbruster prend le meilleur sur Lisa Hirner pour la deuxième place. Jenny Nowak termine quatrième devant Yuna Kasai et Annika Sieff. Chez les hommes, c'est le Japonais Ryota Yamamoto qui est en tête à l'issue du concours de saut
. Il est en tête grâce à un saut à 95,5 points réussi dans des conditions difficiles. Il devance de 6 s l'Autrichien Franz-Josef Rehrl qui a réussi le plus long saut du jour à 101 m. Johannes Lamparter est troisième à 9 s du leader et Julian Schmid est à 16 s. Thomas Rettenegger (de) est à 25 s et Manuel Faisst est juste derrière à la sixième place. Lors de la course de ski de fond, les quatre athlètes de tête se regroupe rapidement et font la course ensemble jusqu'à l'arrivée. Au sprint, Julian Schmid prend le meilleur sur Johannes Lamaparter. À la photo-finish, Franz-Josef Rehrl prend  la troisième marche sur le podium devant Ryota Yamamoto. Derrière, Jens Lurås Oftebro règle le sprint du groupe de poursuivants. Il devance Jørgen Graabak et l'athlète local Kristjan Ilves.

#### Klingenthal
En raison du manque de neige, les épreuves de de Klingenthal sont dans un premier temps menacées. Les courses de Chaux-Neuve sont ensuite annulées et il est laissé la possibilité à Klingenthal de décaler ses courses à la place de celles laisser libre par Chaux-Neuve. Finalement la neige finit par tomber et les épreuves de Klingenthal sont confirmées pour le week-end du 21 janvier. Dans l'intervalle, Philipp Orter annonce sa retraite. Jørgen Graabak est absent de ce week-end de compétitions en raison du covid.
En raison du vent, la première course du week-end est transformée en Mass start. Lors de la course de ski de fond, les athlètes les mieux classés au classement général de la coupe du monde skient ensemble la majorité de la course. Le groupe est successivement emmené par Ilkka Herola, Jens Lurås Oftebro ou encore Julian Schmid mais personne ne parvient à créer d'écarts. Dans le dernier tour, alors que le groupe compte toujours une vingtaine d'athlètes, Jens Lurås Oftebro et Johannes Lamparter décide d'attaquer. Ils sont suivis par Einar Lurås Oftebro et par les Allemands Vinzenz Geiger et Eric Frenzel. Vinzenz Geiger attaque dans le dernier virage et il l'emporte devant Jens Lurås Oftebro et Eric Frenzel. Les écarts en temps et donc en points sont faibles entre les principaux favoris. Le concours de saut à ski est prévu pour le lendemain matin. Lors du concours de saut, les Autrichiens dominent le concours et en particulier Johannes Lamparter. Ce dernier réalise le plus long saut du concours à 141 m et il l'emporte. Il devance son compatriote Franz-Josef Rehrl qui a sauté à 139 m mais dans de mauvaises conditions de vents. Ce dernier est remonté de la 23e à la 2e place avec son saut. Jarl Magnus Riiber, de retour de maladie, parvient à prendre la troisième place. Ce dernier a sauté avec un élan plus court mais seulement à 136,5 m. Kristjan Ilves prend la quatrième place devant Eero Hirvonen qui signe son meilleur résultat en coupe du monde depuis 2018.
Quelques minutes plus tard, le concours de saut de la seconde course est disputé. Franz-Josef Rehrl est en tête à l'issue du concours de saut grâce à un saut à 143,5 m. Il devance Jarl Magnus Riiber qui a réalisé le plus long saut du jour à 144 m mais avec de meilleures conditions de vent. Le Norvégien est à 4 s de l'Autrichien. Derrière, Johannes Lamparter est troisième à 24 s du leader. Les écarts sont ensuite plus importants avec les autres athlètes. Julian Schmid est quatrième à plus d'une minute et il devance Manuel Faißt, Thomas Rettenegger (de) et Vinzenz Geiger. Lors de la course de ski de fond, Franz-Josef Rehrl et Jarl Magnus Riiber skient ensemble avant d'être rattraper par Johannes Lamparter après 3 km de course. Les trois concurrents skient ensuite ensemble jusqu'au début du dernier tour. À ce moment-là, Johannes Lamparter attaque et seul Jarl Magnus Riiber peut suivre. Les deux concurrents skient ensemble jusqu'à l'entrée dans le stade et Jarl Magnus Riiber chute. Johannes Lamparter l'emporte donc en solitaire. Il s'agit de sa quatrième victoire Klingenthal (2 en 2022 et 2 en 2023). Jarl Magnus Riiber parvient à conserver la deuxième et Franz-Josef Rehrl la troisième. Derrière, un trio allemand composé de Julian Schmid, Vinzenz Geiger et Manuel Faißt se forme en début de course et ils font toute la course ensemble. Johannes Rydzek règle le sprint d'un autre groupe de poursuivants et il prend la septième place.

#### Seefeld
À Seefeld in Tirol, Mario Seidl et Jørgen Graabak sont absents. Johannes Lamparter espère être le deuxième Autrichien (après Mario Seidl) a remporté les Trois Jours du combiné nordique. Pour la première fois, des compétitions féminines sont organisées à Seefeld. Mari Leinan Lund fait son retour à la compétition après sa blessure au bassin. Jenny Nowak est absente en raison d'une maladie.
Chez les femmes, Gyda Westvold Hansen domine à nouveau le concours de saut. Elle saute à 100,5 m ce qui lui permet de disposer d'une trentaine de secondes d'avance. Derrière, Nathalie Armbruster est deuxième grâce à un saut à 95,5 m. Annika Sieff est troisième à 39 s de la leader. Yuna Kasai est quatrième et elle devance Mari Leinan Lund qui effectue son retour à la compétition. Cette dernière saute à 98,5 m avec un élan moindre mais elle n'a pas réalisée une belle réception ce qui l'a pénalisée au classement. Jolana Hradilová (de) et Svenja Würth se blessent lors du concours de saut. Lors de la course de ski de fond, Gyda Westvold Hansen contrôle et l'emporte. Elle devance de 14 s Nathalie Armbruster qui parvient à conserver sa place. Par contre, Annika Sieff est rattrapée dans le début du deuxième tour par Ida Marie Hagen. Cette dernière termine troisième devant l'Italienne et Mari Leinan Lund. Chez les hommes, c'est le porteur du dossard bleu de meilleur sauteur qui domine le concours. En effet, le Japonais Ryota Yamamoto est en tête grâce à un saut à 107 m. Il devance de 4 s Jarl Magnus Riiber qui a sauté à 109 m mais le Norvégien a obtenu de moins bonnes notes de style. Yoshito Watabe est troisième grâce à un saut à 107,5 m. Julian Schmid est quatrième à 36 s. Il devance d'une dizaine de secondes plusieurs athlètes Autrichiens comme Stefan Rettenegger, Franz-Josef Rehrl, Johannes Lamparter, Martin Fritz et Thomas Rettenegger (de) ainsi que Jens Lurås Oftebro. Derrière, les écarts sont un plus importants avec plusieurs athlètes Allemands à environ une minute du leader. Lors de la course de ski de fond, Jarl Magnus Riiber rattrape Ryota Yamamoto puis le lâche. Derrière, un groupe de poursuivants se forme avec Johannes Lamparter, Jens Lurås Oftebro et Julian Schmid. Finalement dans le dernier tour, le trio revient sur Jarl Magnus Riiber et c'est Jens Lurås Oftebro qui attaque dans la dernière montée. Il devance finalement Johannes Lamparter et Julian Schmid. Jarl Magnus Riiber prend la quatrième place et il déclare après la course être malade depuis plusieurs jours.
Lors du deuxième jour de compétition, Gyda Westvold Hansen domine à nouveau le concours de saut chez les femmes. En effet, la Norvégienne réalise le plus long saut du concours à 106,5 m. Cependant, en raison de ses notes de style et des compensations, elle ne dispose que de 12 s d'avance sur Nathalie Armbruster qui a sauté à 103,5 m. Annika Sieff est troisième à 20 s. Les écarts sont ensuite plus important. Yuna Kasai est quatrième et elle devance deux Autrichiennes Annalena Slamik et Lisa Hirner. Lors de la course de ski de fond, Gyda Westvold Hansen fait la course seule en tête et l'emporte pour la septième fois en sept courses individuelles. Pour la deuxième place, Annika Sieff revient dès le début de la course de ski de fond sur Nathalie Armbruster. Les deux athlètes font la course ensemble et la deuxième place se joue au sprint. Finalement c'est Annika Sieff qui prend le meilleur sur Nathalie Armbruster à la photo-finish. Lisa Hirner prend la quatrième place devant Ida Marie Hagen qui a remonté plusieurs places grâce au meilleur temps de ski.
Chez les hommes, c'est l'Autrichien Johannes Lamparter qui est en tête à l'issue du concours de saut. L'Autrichien saute à 109 m ce qui lui permet de disposer de 7 s d'avance sur Ryota Yamamoto. Kristjan Ilves est troisième à 11 s grâce au plus long saut du jour à 111,5 m. Franz-Josef Rehrl est quatrième et il devance un duo allemand composé de Julian Schmid et de Vinzenz Geiger. Jarl Magnus Riiber fait un saut court 95,5 m avant d'être disqualifié en raison d'un problème de combinaison,. Cette dernière s'est déchirée lors de son saut. Jarl Magnus Riiber abandonne la compétition et il déclare arrêter de jouer le classement général de la coupe du monde afin de préparer pour les Championnats du monde de ski nordique 2023. Magnus Moan considère qu'il n'aurait pas venir du tout à Seefeld afin de se reposer. Il y a dix athlètes à moins d'une minute du leader et Jens Lurås Oftebro, vainqueur la veille, est à une minute et 4 s,. Lors de la course de ski de fond, Johannes Lamparter fait la course seul en tête et l'emporte. Derrière, Kristjan Ilves mène un groupe de poursuivants composé avec Ryota Yamamoto et Franz-Josef Rehrl. Ce groupe est repris par un autre groupe composé de Julian Schmid, de Vinzenz Geiger et de Laurent Muhlethaler. Dans le dernier tour, les deux Allemands attaquent et ils se jouent la deuxième place au sprint. Vinzenz Geiger prend le meilleur sur Julian Schmid. Kristjan Ilves prend la quatrième place devant Franz-Josef Rehrl, Ryota Yamamoto et Laurent Muhlethaler. Jens Lurås Oftebro prend la huitième place.
Lors du troisième, seul une épreuve masculine est au programme. C'est à nouveau, Johannes Lamparter qui domine le concours de saut avec un saut à 108,5 m. Cette fois, il devance Vinzenz Geiger, l'un des meilleurs fondeurs qui a sauté à 107,5 m. Ce dernier est à 16 s de l'Autrichien. Ryota Yamamoto est troisième à 6 s de Vinzenz Geiger. Jens Lurås Oftebro, un autre très bon skieur, est quatrième à 38 s grâce à un saut à 108 m. Ensuite, les écarts sont faibles avec Stefan Rettenegger, Julian Schmid, Kristjan Ilves et Franz-Josef Rehrl. Lors de la course de ski de fond, Johannes Lamparter fait la course en solitaire et l'emporte. Vinzenz Geiger n'a jamais pu rentrer et il a même vu le retour d'un groupe de poursuivants composé de Jens Lurås Oftebro, de Julian Schmid, de Stefan Rettenegger, de Kristjan Ilves et de Franz-Josef Rehrl. Dans le dernier tour, les Allemands et Jens Lurås Oftebro accélèrent et ils se jouent au sprint la deuxième place. Julian Schmid prend le meilleur sur Jens Lurås Oftebro et Vinzenz Geiger termine quatrième. Stefan Rettenegger est cinquième devant Kristjan Ilves et Franz-Josef Rehrl. Johannes Lamparter remporte les Trois Jours du combiné nordique et il prend également la tête du classement général de la coupe du monde.

#### Oberstdorf
La compétition a lieu sur le Schattenberg. Jarl Magnus Riiber et Jørgen Graabak font l'impasse sur cette compétition afin de se préparer pour les championnats du monde de ski nordique 2023. Mario Seidl qui était absent à Seefeld est de retour. Il était malade mais il a quand même pu être ouvreur pour les compétitions de la Coupe du monde de saut à ski 2022-2023 sur le tremplin de Kulm. Certains jeunes athlètes participent aux Championnats du monde junior de ski nordique 2023 (en) et sont donc absents. Lors du saut de réserve, Franz-Josef Rehrl saute à 144,5 m ce qui est le record hivernal du tremplin.
Lors de la première course, de nombreux athlètes sont malades et ne participent à la compétition. Chez les Allemands, Vinzenz Geiger, Terence Weber et Manuel Faißt sont forfaits. Chez les Japonais, ce sont Akito Watabe, Yuya Yamamoto (de), Sora Yachi et Ryota Yamamoto. Les Autrichiens dominent le concours de saut. En effet, ils sont au trois premières places. Johannes Lamparter est en tête grâce à un saut à 139 m. Il devance son compatriote Franz-Josef Rehrl qui a sauté à 135,5 m mais avec un élan moindre. Ce dernier est à 15 s du leader. Mario Seidl est troisième du concours grâce à un saut à 137 m et il est à 28 s du leader. L'Estonien Kristjan Ilves est quatrième et il devance Julian Schmid, Laurent Muhlethaler, Jens Lurås Oftebro ou encore Ilkka Herola. Lors de la course de ski de fond, Franz-Josef Rehrl parvient à rejoindre Johannes Lamparter en début de course et les deux athlètes font la majorité de la course ensemble. Derrière, Kristjan Ilves reprend Mario Seidl et à la mi-course le duo est repris par Julian Schmid, Laurent Muhlethaler et Jens Lurås Oftebro. Dans le dernier tour, Johannes Lamparter lâche Franz-Josef Rehrl et il s'impose. Dans le groupe de poursuivants, Jens Lurås Oftebro attaque et il parvient à reprendre Franz-Josef Rehrl et il prend la deuxième place. Franz-Josef Rehrl parvient à conserver la troisième place devant Julian Schmid.
Le lendemain, Franz-Josef Rehrl domine largement le concours de saut. En effet, l'Autrichien saute à 143 m ce qui lui permet de disposer de près d'une minute d'avance sur son compatriote Johannes Lamparter qui a sauté à 132 m. Julian Schmid est troisième à cinq secondes de Johannes Lamparter. Jens Lurås Oftebro qui est l'un des meilleurs fondeurs est à dix secondes de Julian Schmid. Mario Seidl et Kristjan Ilves suivent à quelques secondes du Norvégien. Lors de la course de ski de fond, Franz-Josef Rehrl fait la course en tête la majorité de la course. Derrière, Julian Schmid reprend rapidement Johannes Lamparter et le duo est ensuite rejoint par Jens Lurås Oftebro ainsi que par Mario Seidl. L'écart descend progressivement et Franz-Josef Rehrl dispose toujours de 32 s d'avance sur le groupe de poursuivants après 7,5 km. Dans le dernier tour, Jens Lurås Oftebro accélère et il revient accompagné de Johannes Lamparter et de Julian Schmid sur Franz-Josef Rehrl lors de l'entrée dans le stade d'arrivée. Julian Schmid remporte la course au sprint. Il devance Jens Lurås Oftebro et Franz-Josef Rehrl qui parvient à conserver de justesse la troisième place. Johannes Lamparter est quatrième.

#### Schonach
Les compétitions de Schonach sont les dernières avant les championnats du monde. Ainsi, de nombreux athlètes font l'impasse afin de se préparer au mieux pour les Mondiaux. Chez les hommes, Franz-Josef Rehrl, les frères Stefan et Thomas Rettenegger, Jarl Magnus Riiber, Vinzenz Geiger, Eric Frenzel et Johannes Rydzek sont absents,. Seulement 43 athlètes représentant 10 pays sont engagés.
Lors de la première course, la Coupe de la Forêt-Noire est décernée aux vainqueurs. Chez les femmes, Gyda Westvold Hansen domine le concours de saut avec le plus long du concours à 101,5 m. Elle devance de 28 s l'Allemande Svenja Würth qui a sauté à 97 m. Jenny Nowak est troisième à 45 s et elle devance  les jumelles Yuna et Haruka Kasai ainsi que la championne du monde junior Annika Sieff et Lisa Hirner. Nathalie Armbruster est huitième à une minute et 10 s. Lors de la course de ski de fond, Gyda Westvold Hansen fait la course seule en tête et l'emporte. Derrière, Svenja Würth est vite rattrapée et lâchée par les autres concurrentes. Jenny Nowak et Yuna Kasai font la course ensemble et elles se jouent au sprint la deuxième place. L'Allemande devance la Japonaise. Il s'agit du premier podium de Jenny Nowak en coupe du monde. Nathalie Armbruster remonte de la huitième à la quatrième place et elle échoue à seulement quelques secondes du podium. Chez les hommes, Ryota Yamamoto domine le concours de saut avec un saut à 101,5 m. Il devance son compatriote Yoshito Watabe d'une seconde qui a sauté à 102 m et de 4 s l'Estonien Kristjan Ilves. Johannes Lamparter est quatrième avec un saut à 100 m et il est 14 s du leader. Il devance Jens Lurås Oftebro qui est cinquième à 22 s de la tête. Mario Seidl est à 25 s et Ilkka Herola à 35 s. Au total, quinze athlètes sont à moins d'une minute de la tête de course. Lors de la course de ski de fond, un regroupement a lieu en tête avec Jens Lurås Oftebro, Johannes Lamparter, Kristjan Ilves, Yoshito Watabe et Ryota Yamamoto. À mi-course, Ryota Yamamoto abandonne et Yoshito Watabe est lâché. Ainsi, ils ne sont plus que trois en tête et les trois hommes restent ensemble jusqu'au dernier tour. Dans le dernier tour, Johannes Lamaprter accélère et seulement Jens Lurås Oftebro peut le suivre. Les deux hommes arrivent ensemble dans le stade d'arrivée et c'est Jens Lurås Oftebro qui l'emporte devant l'Autrichien. Kristjan Ilves parvient à conserver quelques secondes d'avance sur Ilkka Herola et il prend donc la troisième place sur le podium. Julian Schmid règle le sprint d'un groupe de poursuivants et il prend la cinquième place.
Le lendemain, Gyda Westvold Hansen domine le concours de saut chez les femmes. En effet, elle est en tête grâce à un saut à 99,5 m. Elle devance de 17 s l'Italienne Annika Sieff qui a sauté à 95 m et de Nathalie Armbruster qui est à 27 s. Svenja Würth est quatrième et elle devance Yuna Kasai et Jenny Nowak. Lors de la course de ski de fond, Gyda Westvold Hansen fait la course seule en tête et l'emporte. Derrière, Annika Sieff ne peut pas résister au retour d'un groupe de poursuivantes composé de Nathalie Armbruster, Yuna Kasai, Svenja Würth et de Jenny Nowak. Cependant, dans le deuxième tour, la meilleure fondeuse, Ida Marie Hagen revient sur le groupe puis la lâche et elle prend la deuxième place. Nathalie Armbruster remporte le sprint pour la troisième place devant Yuna Kasai, Annika Sieff et Haruka Kasai. Jenny Nowak termine septième devant Lisa Hirner et Svenja Würth. Chez les hommes, Ryota Yamamoto domine le concours de saut grâce à un saut à 106,5 m. Il devance de 34 s Mario Seidl qui a sauté à 102 m et Johannes Lamparter qui a sauté à 104 m. Yoshito Watabe est à une seconde des deux Autrichiens. Derrière, Laurent Muhlethaler et Kristjan Ilves sont à une dizaine de secondes de Yoshito Watabe. Un trio composé de Jens Lurås Oftebro, Akito Watabe et Julian Schmid est à une minute du leader. Ryota Yamamoto, toujours malade, ne prend part à la course de ski de fond. Ainsi, Mario Seidl, Johannes Lamparter et Yoshito Watabe démarrent la course de ski de fond ensemble. Il devance le duo composé de Laurent Muhlethaler et Kristjan Ilves puis le trio composé de Jens Lurås Oftebro, Akito Watabe et Julian Schmid. Le trio reprend rapidement Laurent Muhlethaler et Kristjan Ilves. Devant, Johannes Lamparter lâche Mario Seidl et Yoshito Watabe et il essaie de rester seul en tête. Le groupe de poursuivants reprend Mario Seidl et Yoshito Watabe vers la mi-course. Johannes Lamparter parvient à conserver quelques secondes d'avance sur le groupe de poursuivants jusque dans le dernier tour. À ce moment-là, Jens Lurås Oftebro choisit d'attaquer et il revient seul sur Johannes Lamaprter. Les deux athlètes se jouent la victoire et Johannes Lamparter l'emporte au sprint devant le Norvégien. Derrière, le groupe de poursuivants a explosé et Laurent Muhlethaler domine au sprint Julian Schmid pour la troisième place. Il s'agit du premier podium du français en coupe du monde.

#### Oslo
La dernière course féminine de la compétition a lieu à Oslo,. Afin d'inciter le CIO a intégré le combiné nordique féminin aux Jeux olympiques de 2026, quasiment toutes les athlètes apparaissent avec des barbes ou des moustaches. Sur le Midtstubakken, Gyda Westvold Hansen qui a remporté toutes les courses de la coupe du monde ainsi que les championnats du monde, domine le concours de saut avec un saut à 103,5 m avec moins d'élan que les autres concurrentes. Elle devance de plus d'une minute Anju Nakamura et d'une minute et 14 s Annika Sieff. Lors de la course de ski de fond qui a lieu deux jours plus tard, elle fait la course seule en tête et l'emporte. Elle remporte donc toutes les courses de la saison et le classement général de la compétition. Ida Marie Hagen, cinquième a près d'une minute et 30 s, remonte jusqu'en deuxième position. Anju Nakamura parvient à conserver la troisième place devant Haruka Kasai.
Chez les hommes et sur le Holmenkollbakken, Jarl Magnus Riiber domine le concours de saut avec un saut à 134,5 m. Il devance largement les autres athlètes. Franz-Josef Rehrl est deuxième grâce à un saut à 128 m mais à une minute et 19 s. Il devance Ryota Yamamoto et Stefan Rettenegger. Le leader de la Coupe du monde Johannes Lamparter est cinquième avec un saut à 118,5 m mais à plus de deux minutes du leader. Il devance d'une seconde Julian Schmid et de deux secondes Kristjan Ilves. Lors de la course de ski de fond, Jarl Magnus Riiber creuse l'écart et l'emporte avec près de deux minutes d'avance. Derrière, le trio composé de Johannes Lamparter, de Julian Schmid et de Kristjan Ilves reprend Stefan Rettenegger, Ryota Yamamoto puis enfin Franz-Josef Rehrl. Les membres de ce groupe se jouent la deuxième place. Julian Schmid prend le meilleur sur Johannes Lamparter. Stefan Rettenegger prend la quatrième place devant Kristjan Ilves et Jens Lurås Oftebro.
Gyda Westvold Hansen et Jarl Magnus Riiber remportent la traditionnelle coupe du Roi. Il s'agit de la cinquième de Jarl Magnus Riiber et de la première pour une athlète féminine.
Le lendemain, Jarl Magnus Riiber domine à nouveau le concours de saut. Il saute à 125 m mais avec cinq barres d'élan de moins que les autres concurrents. Son avance est plus faible que la veille. Il compte 13 s d'avance sur Franz-Josef Rehrl qui a sauté à 132,5 m. Martin Fritz est troisième mais à une minute et 22 s. Ensuite, les écarts sont plus serrés avec Julian Schmid à une minute et 39 s, Laurent Muhlethaler, Thomas Rettenegger (de) et Espen Bjørnstad qui sont à quelques secondes derrière l'Allemand. Vinzenz Geiger est à près de deux minutes et il devance d'une dizaine de secondes Johannes Lamparter. Lors de la course de ski de fond, Jarl Magnus Riiber fait la course en solitaire et l'emporte. Derrière, Vinzenz Geiger rattrape rapidement Julian Schmid et Laurent Mulhethaler puis le trio reprend Martin Fritz. Le groupe skie vite et il arrive à empêcher le retour d'un groupe de poursuivants menés par Johannes Lamparter et par Jørgen Graabak. Dans le dernier tour, Julian Schmid et Vinzenz Geiger attaquent et ils reprennent Franz-Josef Rehrl. Les deux Allemands se jouent la deuxième place au sprint et c'est Vinzenz Geiger qui prend le meilleur sur Julian Schmid. Derrière, Laurent Mulhethaler parvient à conserver la quatrième place devant Jørgen Graabak et Johannes Lamparter.

#### Lahti
Les épreuves de la coupe du monde se termine à Lahti afin de célébrer les cent ans des Jeux du ski de Lahti.
Un Team Sprint est au programme de la première course du week-end. Après le concours de saut à ski, les deux équipes autrichiennes sont en tête. L'équipe première d'Autriche composée de Stefan Rettenegger et de Johannes Lamparter est en tête grâce à des sauts à 128 m et 125,5 m. Ils devancent de 6 s la deuxième équipe d'Autriche composée de Lukas Greiderer et de Franz-Josef Rehrl. La première équipe norvégienne composée de Jørgen Graabak et de Jarl Magnus Riiber est troisième à 12 s. La première équipe d'Allemagne composée de Julian Schmid et de Vinzenz Geiger est quatrième à 24 s et elle devance la première équipe de France composée de Mattéo Baud et de Laurent Muhlethaler qui est à 29 s. Lors de la course de ski de fond, Jørgen Graabak ramène la Norvège sur les deux équipes autrichiennes. Quelques tours plus tard, la France et l'Allemagne rejoignent le trio de tête. Ainsi, il y a cinq équipes en tête pour la victoire. Dans l'avant-dernier relais, Stefan Rettenegger est le premier distancé. Il est de retour à la compétition après une maladie mais il n'est pas à 100% de ses capacités. Dans le dernier tour, c'est l'autre autrichien, Lukas Greiderer qui est également distancé. Ainsi, il reste l'équipe de Norvège, d'Allemagne et de France pour le podium. Finalement, Vinzenz Geiger domine le sprint et c'est l'Allemagne qui l'emporte. La Norvège prend la deuxième place devant la France.
Le lendemain, l'Estonien Kristjan Ilves domine le concours de saut grâce à un saut à 129,5 m. Il devance de 9 s le Japonais Ryota Yamamoto qui a sauté à la même distance mais avec plus d'élan. Jarl Magnus Riiber est troisième à 22 s du leader. Il est à cette place grâce à un saut à 121 m réalisé avec deux barres d'élan de moins que les autres concurrents. Derrière, les écarts sont plus importants. Franz-Josef Rehrl est à plus de 50 s, Laurent Muhlethaler à plus d'une minute et Stefan Rettenegger est à près d'une minute et 20 s. Les athlètes jouant le classement général de la coupe du monde sont encore plus loin. En effet, ils ont sauté dans des conditions difficiles et ils partent avec du retard. Jens Lurås Oftebro est neuvième, Julian Schmid est 20e et Johannes Lamparter 24e. Lors de la course de ski de fond, Jarl Magnus Riiber revient rapidement sur Ryota Yamamoto puis sur Kristjan Ilves. L'Estonien et le Norvégien font la course ensemble et la victoire se joue au sprint. Jarl Magnus Riiber prend le meilleur sur Kristjan Ilves et s'impose. Derrière, Ryota Yamamoto perd énormément de temps. Il est repris puis lâché par un groupe de poursuivants composé de Franz-Josef Rehrl, Laurent Muhlethaler, Stefan Rettenegger, Manuel Faisst, Terence Weber, Jens Lurås Oftebro ainsi que les Finlandais Eero Hirvonen et Ilkka Herola. Dans le dernier tour, Jens Lurås Oftebro attaque et seulement Ilkka Herola peut le suivre. La troisième place se joue au sprint entre les deux hommes et c'est le Norvégien qui prend le meilleur sur le Finlandais. Johannes Lamparter finit 11e et il remporte la classement général de la coupe du monde.
Lors de la dernière course de la saison, Jarl Magnus Riiber domine le concours de saut grâce à un saut à 126 m. Il devance de 21 s Laurent Muhlethaler qui a réalisé le plus long saut du jour à 133 m mais avec plus d'élan. Kristjan Ilves est troisième à 28 s du leader. Franz-Josef Rehrl est quatrième à 38 s et il devance Jens Lurås Oftebro qui est cinquième à 48 s. Julian Schmid et Johannes Lamparter sont comme la veille loin après le concours de saut et ne peuvent pas viser la victoire. Lors de la course de ski de fond, Kristjan Ilves rejoint Laurent Muhlethaler et le duo est ensuite repris par Jens Lurås Oftebro. Sous l'impulsion de ce dernier, l'écart avec Jarl Magnus Riiber se réduit progressivement. À la mi-course, Laurent Muhlethaler est lâché et il termine quatrième. Jens Lurås Oftebro et Kristjan Ilves reviennent sur Jarl Magnus Riiber dans le dernier tour. Finalement, dans la dernière montée, Jarl Magnus Riiber attaque et il remporte la course devant Jens Lurås Oftebro et Kristjan Ilves. Laurent Muhlethaler termine quatrième et Johannes Rydzek règle le sprint d'un groupe de poursuivants et il prend la cinquième place.

### Bilan de la compétition
L'entraîneur allemand, Hermann Weinbuch, décide prendre sa retraite à l'issue de la saison. Eric Frenzel, quintuple vainqueur du classement général de la coupe du monde, prend également sa retraite. Johannes Lamparter remporte pour la première fois le classement général de la compétition. Il est le troisième Autrichien à réaliser cette performance après Klaus Sulzenbacher (lors des saisons 1987-1988 et en 1989-1990) et Felix Gottwald (lors de la saison 2000-2001). Il devance de 54 points Jens Lurås Oftebro et Julian Schmid prend la troisième place. Jens Lurås Oftebro remporte la classement du meilleur skieur et Ryota Yamamoto celui du meilleur sauteur. L'Allemagne remporte la classement des Nations.
Chez les femmes, Gyda Westvold Hansen remporte toutes les courses, le classement général et le classement de la meilleure sauteuse. Ida Marie Hagen remporte le classement de la meilleure skieuse. La Fédération internationale de ski note que 38 femmes représentant 11 pays ont pris part à la Coupe du monde. Le nombre est similaire à celui de la saison précédente. À moyen terme, les objectifs de la Fédération internationale sont de proposer aux athlètes féminines des compétitions sur le grand tremplin dès 2025, puis une compétition sur grand tremplin aux championnats du monde en 2027 et enfin d'intégrer le programme olympique en 2030.
Lors des FIS Nordic Combined Awards 2023, des athlètes et entraîneurs sont récompensés. Johannes Lamparter et Gyda Westvold Hansen sont désignés athlètes de l'année. L’entraîneur français, Alexandre Villet, est quant à lui désigné entraîneur de la saison. Nathalie Armbruster et Stefan Rettenegger sont les rookies de la saison. Tereza Koldovská (de) obtient le prix du fair-play. Enfin, Hermann Weinbuch obtient un prix spécial pour l'ensemble de sa carrière.
Jasper Good prend sa retraite sportive en 2023. Annika Sieff, une des meilleures athlètes de la saison, décide de passer au saut à ski afin d'essayer de participer aux Jeux olympiques de 2026.
Afin d'essayer de redynamiser la discipline, la FIS apporte pour la saison 2023-2024 des modifications. Un nouveau format, le « compact » va être essayé et le barème des points va être modifié.

## Classement général

### Femmes
| Rang    | Nom                  | Points |
| ------- | -------------------- | ------ |
| [ 123 ] | Gyda Westvold Hansen | 1000   |
| 2       | Nathalie Armbruster  | 589    |
| 3       | Ida Marie Hagen      | 542    |
| 4       | Annika Sieff         | 541    |
| 5       | Lisa Hirner          | 454    |
| 6       | Yuna Kasai           | 398    |
| 7       | Haruka Kasai         | 330    |
| 8       | Jenny Nowak          | 325    |
| 9       | Anju Nakamura        | 269    |
| 10      | Léna Brocard         | 239    |

| Rang    | Nation     | Points |
| ------- | ---------- | ------ |
| [ 124 ] | Norvège    | 2209   |
| 2       | Allemagne  | 1750   |
| 3       | Japon      | 1201   |
| 4       | Italie     | 897    |
| 5       | Autriche   | 887    |
| 6       | Slovénie   | 336    |
| 7       | Finlande   | 239    |
| 8       | France     | 239    |
| 9       | États-Unis | 125    |
| 10      | Tchéquie   | 50     |

| Rang     | Nom                  | Points |
| -------- | -------------------- | ------ |
| Blue bib | Gyda Westvold Hansen | 980    |
| 2        | Annika Sieff         | 690    |
| 3        | Nathalie Armbruster  | 538    |
| 4        | Lisa Hirner          | 437    |
| 5        | Yuna Kasai           | 402    |
| 6        | Svenja Würth         | 372    |
| 7        | Jenny Nowak          | 369    |
| 8        | Haruka Kasai         | 331    |
| 9        | Annalena Slamik      | 298    |
| 10       | Ida Marie Hagen      | 262    |

| Rang    | Nom                  | Points |
| ------- | -------------------- | ------ |
| Red bib | Ida Marie Hagen      | 1000   |
| 2       | Marte Leinan Lund    | 601    |
| 3       | Gyda Westvold Hansen | 535    |
| 4       | Anju Nakamura        | 447    |
| 5       | Nathalie Armbruster  | 394    |
| 6       | Haruka Kasai         | 532    |
| 7       | Ema Volavšek         | 326    |
| 8       | Lisa Hirner          | 311    |
| 9       | Veronica Gianmoena   | 281    |
| 10      | Léna Brocard         | 269    |

### Hommes
| Rang    | Nom                 | Points |
| ------- | ------------------- | ------ |
| [ 125 ] | Johannes Lamparter  | 1367   |
| 2       | Jens Lurås Oftebro  | 1313   |
| 3       | Julian Schmid       | 1217   |
| 4       | Jarl Magnus Riiber  | 1123   |
| 5       | Kristjan Ilves      | 753    |
| 6       | Franz-Josef Rehrl   | 704    |
| 7       | Vinzenz Geiger      | 693    |
| 8       | Laurent Muhlethaler | 592    |
| 9       | Ilkka Herola        | 583    |
| 10      | Manuel Faißt        | 548    |

| Rang    | Nation     | Points |
| ------- | ---------- | ------ |
| [ 126 ] | Allemagne  | 4295   |
| 2       | Norvège    | 4168   |
| 3       | Autriche   | 4053   |
| 4       | France     | 1393   |
| 5       | Finlande   | 1247   |
| 6       | Japon      | 1056   |
| 7       | Estonie    | 753    |
| 8       | Italie     | 435    |
| 9       | États-Unis | 87     |
| 10      | Slovénie   | 67     |

| Rang     | Nom                 | Points |
| -------- | ------------------- | ------ |
| Blue bib | Ryōta Yamamoto      | 1308   |
| 2        | Franz-Josef Rehrl   | 1186   |
| 3        | Jarl Magnus Riiber  | 1063   |
| 4        | Johannes Lamparter  | 1015   |
| 5        | Julian Schmid       | 889    |
| 6        | Jens Lurås Oftebro  | 801    |
| 7        | Kristjan Ilves      | 790    |
| 8        | Mario Seidl         | 701    |
| 9        | Laurent Muhlethaler | 679    |
| 10       | Yoshito Watabe      | 559    |

| Rang    | Nom                 | Points |
| ------- | ------------------- | ------ |
| Red bib | Jens Lurås Oftebro  | 1397   |
| 2       | Vinzenz Geiger      | 933    |
| 3       | Fabian Rießle       | 896    |
| 4       | Ilkka Herola        | 768    |
| 5       | Eero Hirvonen       | 766    |
| 6       | Jakob Lange         | 757    |
| 7       | Johannes Lamparter  | 736    |
| 8       | Johannes Rydzek     | 648    |
| 9       | Einar Lurås Oftebro | 616    |
| 10      | Jørgen Graabak      | 599    |

## Résultats

### Femmes
| Étape | Date            | Épreuve                            | Vainqueur            | Deuxième        | Troisième           | Leader du classement |
| ----- | --------------- | ---------------------------------- | -------------------- | --------------- | ------------------- | -------------------- |
| 1     | 2 décembre 2022 | Gundersen individuel HS 100 — 5 km | Gyda Westvold Hansen | Annika Sieff    | Nathalie Armbruster | Gyda Westvold Hansen |
| 2     | 3 décembre 2022 | Gundersen individuel HS 100 — 5 km | Gyda Westvold Hansen | Ida Marie Hagen | Lisa Hirner         | Gyda Westvold Hansen |

| Étape | Date             | Épreuve                           | Vainqueur            | Deuxième     | Troisième           | Leader du classement |
| ----- | ---------------- | --------------------------------- | -------------------- | ------------ | ------------------- | -------------------- |
| 3     | 16 décembre 2022 | Gundersen individuel HS 97 — 5 km | Gyda Westvold Hansen | Lisa Hirner  | Nathalie Armbruster | Gyda Westvold Hansen |
| 4     | 17 décembre 2022 | Gundersen individuel HS 97 — 5 km | Gyda Westvold Hansen | Annika Sieff | Nathalie Armbruster | Gyda Westvold Hansen |

| Étape | Date           | Épreuve                           | Vainqueur                                                 | Deuxième                                                  | Troisième                                                 | Leader du classement                  |
| ----- | -------------- | --------------------------------- | --------------------------------------------------------- | --------------------------------------------------------- | --------------------------------------------------------- | ------------------------------------- |
| 5     | 6 janvier 2023 | Épreuve mixte par équipes HS 97   | Voir le résultat dans le paragraphe « compétition mixte » | Voir le résultat dans le paragraphe « compétition mixte » | Voir le résultat dans le paragraphe « compétition mixte » |                                       |
| 6     | 7 janvier 2023 | Mass start HS 97 — 5 km           | Compétition annulée en raison du vent                     | Compétition annulée en raison du vent                     | Compétition annulée en raison du vent                     | Compétition annulée en raison du vent |
| 7     | 8 janvier 2023 | Gundersen individuel HS 97 — 5 km | Gyda Westvold Hansen                                      | Nathalie Armbruster                                       | Lisa Hirner                                               | Gyda Westvold Hansen                  |

| Étape | Date            | Épreuve                            | Vainqueur            | Deuxième            | Troisième           | Leader du classement |
| ----- | --------------- | ---------------------------------- | -------------------- | ------------------- | ------------------- | -------------------- |
| 8     | 27 janvier 2023 | Mass start HS 109 — 5 km           | Gyda Westvold Hansen | Nathalie Armbruster | Ida Marie Hagen     | Gyda Westvold Hansen |
| 9     | 28 janvier 2023 | Gundersen individuel HS 109 — 5 km | Gyda Westvold Hansen | Annika Sieff        | Nathalie Armbruster | Gyda Westvold Hansen |

| Étape | Date            | Épreuve                            | Vainqueur            | Deuxième        | Troisième           | Leader du classement |
| ----- | --------------- | ---------------------------------- | -------------------- | --------------- | ------------------- | -------------------- |
| 10    | 11 février 2023 | Gundersen individuel HS 100 — 5 km | Gyda Westvold Hansen | Jenny Nowak     | Yuna Kasai          | Gyda Westvold Hansen |
| 11    | 12 février 2023 | Gundersen individuel HS 100 — 5 km | Gyda Westvold Hansen | Ida Marie Hagen | Nathalie Armbruster | Gyda Westvold Hansen |

|                                                                                     |  |  |  |  |  |  |
| Planica Championnats du monde de ski nordique 2023 (21 février 2023 au 5 mars 2023) |  |  |  |  |  |  |
|                                                                                     |  |  |  |  |  |  |

| Étape | Date                                      | Épreuve                            | Vainqueur            | Deuxième        | Troisième     | Leader du classement |
| ----- | ----------------------------------------- | ---------------------------------- | -------------------- | --------------- | ------------- | -------------------- |
| 12    | 9 mars 2023 (saut) et 11 mars 2023 (fond) | Gundersen individuel HS 106 — 5 km | Gyda Westvold Hansen | Ida Marie Hagen | Anju Nakamura | Gyda Westvold Hansen |

### Compétition mixte
| Date           | Épreuve                          | Vainqueur                                                                          | Deuxième                                                                    | Troisième                                                                     |
| -------------- | -------------------------------- | ---------------------------------------------------------------------------------- | --------------------------------------------------------------------------- | ----------------------------------------------------------------------------- |
| 6 janvier 2023 | Épreuve par équipes mixtes HS 97 | Norvège- Jens L. Oftebro - Ida Marie Hagen - Gyda Westvold Hansen - Jørgen Graabak | Allemagne- Manuel Faißt - Nathalie Armbruster - Jenny Nowak - Julian Schmid | Autriche- Franz-Josef Rehrl - Annalena Slamik - Lisa Hirner - Lukas Greiderer |

### Hommes
| 5e édition du Ruka Tour                |                  |                                     |                    |                |                    |                      |
| Étape                                  | Date             | Épreuve                             | Vainqueur          | Deuxième       | Troisième          | Leader du classement |
| 1                                      | 25 novembre 2022 | Gundersen individuel HS 142 — 5 km  | Julian Schmid      | Ryōta Yamamoto | Jens Lurås Oftebro | Julian Schmid        |
| 2                                      | 26 novembre 2022 | Gundersen individuel HS 142 — 10 km | Jarl Magnus Riiber | Julian Schmid  | Jens Lurås Oftebro | Julian Schmid        |
| 3                                      | 27 novembre 2022 | Mass start HS 142 — 10 km           | Jarl Magnus Riiber | Mattéo Baud    | Ryōta Yamamoto     | Julian Schmid        |
| Vainqueur du Ruka Tour : Julian Schmid |                  |                                     |                    |                |                    |                      |

| Étape | Date            | Épreuve                             | Vainqueur          | Deuxième           | Troisième      | Leader du classement |
| ----- | --------------- | ----------------------------------- | ------------------ | ------------------ | -------------- | -------------------- |
| 4     | 3 décembre 2022 | Gundersen individuel HS 100 — 10 km | Jens Lurås Oftebro | Jarl Magnus Riiber | Vinzenz Geiger | Jarl Magnus Riiber   |
| 5     | 4 décembre 2022 | Gundersen individuel HS 140 — 10 km | Jarl Magnus Riiber | Jens Lurås Oftebro | Vinzenz Geiger | Jarl Magnus Riiber   |

| Étape | Date             | Épreuve                            | Vainqueur          | Deuxième           | Troisième          | Leader du classement |
| ----- | ---------------- | ---------------------------------- | ------------------ | ------------------ | ------------------ | -------------------- |
| 6     | 16 décembre 2022 | Gundersen individuel HS 97 — 10 km | Jarl Magnus Riiber | Jens Lurås Oftebro | Vinzenz Geiger     | Jarl Magnus Riiber   |
| 7     | 17 décembre 2022 | Gundersen individuel HS 97 — 10 km | Vinzenz Geiger     | Johannes Lamparter | Jarl Magnus Riiber | Jarl Magnus Riiber   |

| Étape | Date           | Épreuve                            | Vainqueur                                                 | Deuxième                                                  | Troisième                                                 | Leader du classement |
| ----- | -------------- | ---------------------------------- | --------------------------------------------------------- | --------------------------------------------------------- | --------------------------------------------------------- | -------------------- |
| 8     | 6 janvier 2023 | Épreuve mixte par équipes HS 97    | Voir le résultat dans le paragraphe « compétition mixte » | Voir le résultat dans le paragraphe « compétition mixte » | Voir le résultat dans le paragraphe « compétition mixte » |                      |
| 9     | 7 janvier 2023 | Mass start HS 97 — 10 km           | Johannes Lamparter                                        | Ilkka Herola                                              | Thomas Rettenegger (de)                                   | Jarl Magnus Riiber   |
| 10    | 8 janvier 2023 | Gundersen individuel HS 97 — 10 km | Julian Schmid                                             | Johannes Lamparter                                        | Franz-Josef Rehrl                                         | Jarl Magnus Riiber   |

| Étape | Date                                               | Épreuve                             | Vainqueur          | Deuxième           | Troisième          | Leader du classement |
| ----- | -------------------------------------------------- | ----------------------------------- | ------------------ | ------------------ | ------------------ | -------------------- |
| 11    | 14 janvier 2023 21 janvier 2023 et 22 janvier 2023 | Mass start 10 km — HS 140           | Johannes Lamparter | Franz-Josef Rehrl  | Jarl Magnus Riiber | Jarl Magnus Riiber   |
| 12    | 15 janvier 2023 22 janvier 2023                    | Gundersen individuel HS 140 — 10 km | Johannes Lamparter | Jarl Magnus Riiber | Franz-Josef Rehrl  | Jarl Magnus Riiber   |

| Étape | Date            | Épreuve                             | Vainqueur                                        | Deuxième                                         | Troisième                                        | Leader du classement                             |
| ----- | --------------- | ----------------------------------- | ------------------------------------------------ | ------------------------------------------------ | ------------------------------------------------ | ------------------------------------------------ |
| -     | 21 janvier 2023 | Gundersen individuel HS 118 — 10 km | Compétition annulée en raison du manque de neige | Compétition annulée en raison du manque de neige | Compétition annulée en raison du manque de neige | Compétition annulée en raison du manque de neige |
| -     | 22 janvier 2023 | Gundersen individuel HS 118 — 10 km | Compétition annulée en raison du manque de neige | Compétition annulée en raison du manque de neige | Compétition annulée en raison du manque de neige | Compétition annulée en raison du manque de neige |

|                                                |                 |                                       |                    |                    |                    |                      |
| Les Trois Jours du combiné nordique            |                 |                                       |                    |                    |                    |                      |
| Étape                                          | Date            | Épreuve                               | Vainqueur          | Deuxième           | Troisième          | Leader du classement |
| 13                                             | 27 janvier 2023 | Gundersen individuel HS 109 — 7,5 km  | Jens Lurås Oftebro | Johannes Lamparter | Julian Schmid      | Jarl Magnus Riiber   |
| 14                                             | 28 janvier 2023 | Gundersen individuel HS 109 — 10 km   | Johannes Lamparter | Vinzenz Geiger     | Julian Schmid      | Jarl Magnus Riiber   |
| 15                                             | 29 janvier 2023 | Gundersen individuel HS 109 — 12,5 km | Johannes Lamparter | Julian Schmid      | Jens Lurås Oftebro | Johannes Lamparter   |
| Vainqueur des Trois Jours : Johannes Lamparter |                 |                                       |                    |                    |                    |                      |
|                                                |                 |                                       |                    |                    |                    |                      |

| Étape | Date           | Épreuve                             | Vainqueur          | Deuxième           | Troisième         | Leader du classement |
| ----- | -------------- | ----------------------------------- | ------------------ | ------------------ | ----------------- | -------------------- |
| 16    | 4 février 2023 | Gundersen individuel HS 137 — 10 km | Johannes Lamparter | Jens Lurås Oftebro | Franz-Josef Rehrl | Johannes Lamparter   |
| 17    | 5 février 2023 | Gundersen individuel HS 137 — 10 km | Julian Schmid      | Jens Lurås Oftebro | Franz-Josef Rehrl | Johannes Lamparter   |

| Étape | Date            | Épreuve                             | Vainqueur          | Deuxième           | Troisième           | Leader du classement |
| ----- | --------------- | ----------------------------------- | ------------------ | ------------------ | ------------------- | -------------------- |
| 18    | 11 février 2023 | Gundersen individuel HS 100         | Jens Lurås Oftebro | Johannes Lamparter | Kristjan Ilves      | Johannes Lamparter   |
| 19    | 12 février 2023 | Gundersen individuel HS 100 — 10 km | Johannes Lamparter | Jens Lurås Oftebro | Laurent Muhlethaler | Johannes Lamparter   |

|                                                                                     |  |  |  |  |  |  |
| Planica Championnats du monde de ski nordique 2023 (21 février 2023 au 5 mars 2023) |  |  |  |  |  |  |
|                                                                                     |  |  |  |  |  |  |

| Étape | Date         | Épreuve                             | Vainqueur          | Deuxième       | Troisième          | Leader du classement |
| ----- | ------------ | ----------------------------------- | ------------------ | -------------- | ------------------ | -------------------- |
| 20    | 11 mars 2023 | Gundersen individuel HS 134 — 10 km | Jarl Magnus Riiber | Julian Schmid  | Johannes Lamparter | Johannes Lamparter   |
| 21    | 12 mars 2023 | Gundersen individuel HS 134 — 10 km | Jarl Magnus Riiber | Vinzenz Geiger | Julian Schmid      | Johannes Lamparter   |

| Étape | Date         | Épreuve                             | Vainqueur                                 | Deuxième                                     | Troisième                                 | Leader du classement |
| ----- | ------------ | ----------------------------------- | ----------------------------------------- | -------------------------------------------- | ----------------------------------------- | -------------------- |
| 22    | 24 mars 2023 | Sprint par équipes HS 130 — 7,5 km  | Allemagne- Julian Schmid - Vinzenz Geiger | Norvège- Jørgen Graabak - Jarl Magnus Riiber | France- Mattéo Baud - Laurent Muhlethaler |                      |
| 23    | 25 mars 2023 | Gundersen individuel HS 130 — 10 km | Jarl Magnus Riiber                        | Kristjan Ilves                               | Jens Lurås Oftebro                        | Johannes Lamparter   |
| 24    | 26 mars 2023 | Gundersen individuel HS 130 — 10 km | Jarl Magnus Riiber                        | Jens Lurås Oftebro                           | Kristjan Ilves                            | Johannes Lamparter   |

### Femmes
- (en) FIS Nordic Combined World Cup Women 2022/23, Fédération internationale de ski et de snowboard, 2022, 1 p. (lire en ligne).
- (en) Rules FIS Nordic Combined World Cup Women 2022-2023, Fédération internationale de ski et de snowboard, 2022, 10 p. (lire en ligne).

### Hommes
- (en) FIS Nordic Combined World Cup Men 2022/23, Fédération internationale de ski et de snowboard, 2022, 1 p. (lire en ligne).
- (en) Rules FIS Nordic Combined World Cup Men 2022-2023, Fédération internationale de ski et de snowboard, 2022, 15 p. (lire en ligne).